# Mansuphantes aridus
Mansuphantes aridus là một loài nhện trong họ Linyphiidae.
Loài này thuộc chi Mansuphantes. Mansuphantes aridus được Tord Tamerlan Teodor Thorell miêu tả năm 1875.